# Noordse combinatie op de Olympische Winterspelen 1952
Noordse combinatie is een van de sporten die beoefend werden tijdens de Olympische Winterspelen 1952 in Oslo.

## Heren
| rang   | sporter(s)          | land | totaal (ptn) |
| ------ | ------------------- | ---- | ------------ |
| Goud   | Simon Slåttvik      | NOR  | 451.621      |
| Zilver | Heikki Hasu         | FIN  | 447.500      |
| Brons  | Sverre Stenersen    | NOR  | 436.335      |
| 4      | Paavo Korhonen      | FIN  | 434.727      |
| 5      | Per Gjelten         | NOR  | 432.848      |
| 6      | Ottar Gjermundshaug | NOR  | 432.121      |
| 7      | Aulis Sipponen      | FIN  | 425.227      |
| 8      | Eeti Nieminen       | FIN  | 424.181      |